# ビン橋
ビン橋（ベトナム語：Cầu Bính / 梂丙）は、ベトナム社会主義共和国ハイフォン市を流れるカム川（禁江）に架かる斜張橋で、ホンバン区と対岸のトゥイグエン市を結んでいる。

## 歴史
ビン橋は全長1280メートル、幅22.5メートルの近代的な斜張橋で、自動車道4車線、歩道2本が設けられている。桁下は25メートルで、3,000載貨重量トン級の船舶が通れるようになっている。17径間の鋼・コンクリート製2主合成鈑桁橋で、高さ102メートルの主塔は鉄筋コンクリート製である。
建設工事は石川島播磨重工業(現 IHI)、三井住友建設、清水建設の3社JVが担当し、工期32ヶ月で竣工した。橋はハイフォン市人民委員会の指導の下、プロジェクト管理事務所が所有している。
ビン橋は旧来からあった渡船を代替し、交通渋滞や増水時の不便は解消された。また、ビン橋によってハイフォン近郊に新たな都市圏が形成されると期待されている。キエン橋と共に、ビン橋はベトナム北部の沿海部における輸送ネットワーク構築と開発に重要な役割を果たしている。
ビン橋の建設は2002年9月1日に始まり、2005年5月13日に完成した。日本政府は9430億ドン (日本円にして74億2600万円) の円借款を供与し、コンサルティングや建設工事の監督も行った。また、国際協力銀行の優先的融資の対象でもあった。

## 事故
2010年7月17日、平成22年台風第2号により付近の泊地に係留されていた貨物船3隻 (うち1隻は17,500トン) が走錨し、ビン橋に激突するという事故が起こった。これにより斜材ケーブル2本と主桁が損傷し、ビン橋は通行止となった。2012年にビン橋の補修工事が日本政府のODAによる緊急援助対象となり、同年3月に工事発注、5月には着工され、約半年後の同年11月21日に全面開通した。国際協力機構が工事費のうち5億2280万円を支援し、ベトナム政府は残りの213億ドン（約8500万円）を負担した。